# Lycodonomorphus laevissimus
Lycodonomorphus laevissimus – gatunek węża z rodziny Lamprophiidae.
Jest to gatunek monotypowy. Opisane w 1973 roku podgatunki natalensis i fitzsimonsi nie są obecnie uznawane.
Osobniki tego gatunku osiągają zwykle rozmiary od 70 do 80 centymetrów. Najdłuższa zanotowana samica mierzyła 108,5 centymetra od czubka pyska do kloaki, samiec 75,1 centymetra. Ciało w kolorze oliwkowym do oliwkowobrązowego. Głowa mała, płaska. Wysoko na głowie umieszczone małe oczy z okrągłymi źrenicami. Węże te zawsze przebywają w pobliżu wody gdzie zaczajone pomiędzy kamieniami czekają na zdobycz. Podstawą ich diety są ryby i żaby.
Samica składa w lecie od 8 do 17 jaj.
Węże tego gatunku są agresywne, zawsze gotowe gryźć. Gdy są zdenerwowane, mogą uwolnić śmierdzący płyn z kloaki.
Zamieszkują Afrykę Południową – tereny RPA i Eswatini.